# 中華民國94年度全國羽球團體錦標賽
中華民國全國羽球團體錦標賽，是中華民國國內最高級別的羽毛球團體比賽，每場賽事分別以男子單打、女子單打、男子雙打、女子雙打和混合雙打5個項目依序競賽，採5戰3勝制，先贏3點者勝出。本屆賽事於2005年6月6－9日在高雄縣高雄縣立羽球館舉行。

## 項目獎牌榜
以下為各項目的優勝團體名單 ：
| 項目       | 第一名    | 第二名       | 第三名    | 第四名    |
| ---------- | --------- | ------------ | --------- | --------- |
| 男子甲組   | 合作金庫A | 土地銀行A    | 土地銀行B | 土地銀行B |
| 女子甲組   | 合作金庫  | 台灣電力     | 高雄中學  |           |
| 男子乙組   | 新豐高中  | 國立台灣體院 | 喬治工商  | 高縣羽協  |
| 女子乙組   | 高雄中學A | 新豐高中     | 治平高中  |           |
| 高中男生組 | 高雄中學A | 西苑高中A    | 治平高中  | 新豐高中  |
| 國中男生組 | 豐原國中A | 西苑國中A    | 豐原國中B | 治平國中  |
| 國中女生組 | 國昌國中A | 英明國中A    | 後甲國中  | 三民國中  |
| 國小男生組 | 獅湖國小  | 民權國小     | 瑞埔國小  | 永華國小  |
| 國小女生組 | 社子國小A | 瑞埔國小A    | 社子國小B | 莊敬國小  |

## 外部連結
- 中華民國羽球協會（页面存档备份，存于）